# Grand Prix Bahrajnu 2011
Grand Prix Bahrajnu 2011 (oryg. 2011 Formula 1 Gulf Air Bahrain Grand Prix) – pierwotnie pierwsza, później siedemnasta runda sezonu 2011 Formuły 1. Grand Prix miało odbyć się na torze Bahrain International Circuit pod Manamą, stolicą Bahrajnu w dniach 11-13 marca 2011, jednak Grand Prix zostało odwołane przez organizatorów z powodu antyrządowych protestów. 3 czerwca eliminacja została przywrócona do kalendarza Formuły 1 z datą rozegrania Grand Prix w dniach 28-30 października, jednak tydzień później zdecydowano o anulowaniu wyścigu.

## Tło
Grand Prix Bahrajnu, podobnie jak w sezonie 2006 i 2010 miał być wyścigiem inaugurującym sezon Formuły 1. W przeciwieństwie do poprzedniej edycji postanowiono powrócić do pierwotnego układu toru Bahrain International Circuit, ze względu na to, że kierowcy preferowali pierwotną wersję toru od dłuższej, mającej długość 6,299 km.

### Odwołanie Grand Prix
14 lutego 2011 wybuchły w Bahrajnie niepokoje społeczne w ramach arabskiej wiosny, będącej falą protestów w Afryce Północnej i na Bliskim Wschodzie. Jak zaznaczyła lokalna organizacja działająca na rzecz praw człowieka, celem antyrządowych protestów miał być wyścig o Grand Prix Bahrajnu. Swoje zaniepokojenie wyraził ówczesny szef Formuły 1, Bernie Ecclestone.
W wyniku zamieszek, personel medyczny, który miał być obecny na torze podczas sesji treningowej przed wyścigiem azjatyckiej serii GP2, został przeniesiony na główny plac stolicy Bahrajnu. Na prośbę Bahrain Motorsport Federation, organizatorzy azjatyckiej serii GP2 poinformowali o odwołaniu rundy, która miała się odbyć w dniach 17-19 lutego. 20 lutego, Bernie Ecclestone poinformował, że decyzja o rozegraniu Grand Prix w Bahrajnie zostanie podjęta przez Salmana bin Hamada bin Isa al Khalifę, szefa wykonawczego toru. Dzień później, książę Bahrajnu poinformował o odwołaniu wyścigu Formuły 1, w związku z zamieszkami w kraju. Po decyzji o odwołaniu wyścigu, Bernie Ecclestone miał nadzieję na znalezienie nowego terminu dla Grand Prix Bahrajnu w sezonie 2011. W związku z odwołaniem rundy w Bahrajnie, pierwszym wyścigiem sezonu 2011 zostało Grand Prix Australii na torze Albert Park.
Organizatorzy wyścigu mieli czas do 1 maja, aby podjąć decyzję czy uda się im rozegrać wyścig o Grand Prix Bahrajnu w późniejszym terminie. Dzień przed ostateczną decyzją, organizatorzy stwierdzili, że wyścig powróci w „niedalekiej przyszłości”, jednak nie poinformowali czy chcą rozegrania eliminacji w innym terminie. 2 maja, FIA poinformowała, że organizatorzy otrzymali jeszcze miesiąc czasu, a dokładnie do 3 czerwca, na podjęcie decyzji dotyczącej organizacji wyścigu w sezonie 2011.

### Przywrócenie i ostateczne odwołanie
3 czerwca 2011, FIA, wraz z władzami toru pod Manamą, poinformowali o przywróceniu wyścigu do kalendarza Mistrzostw Świata Formuły 1 w sezonie 2011. Grand Prix zostało zaplanowane w dniach 28-30 października, czyli w terminie, gdy zaplanowano organizację inauguracyjnego Grand Prix Indii, które ostatecznie zostało przesunięte na koniec sezonu. Decyzję o przywróceniu rundy skrytykowali m.in. Mark Webber czy Max Mosley. 

Ludzie są bardzo przygnębieni i już nazwali dzień wyścigu mianem "Dzień Gniewu", gdyż zamierzają wyjść na ulice i protestować we wszystkich miastach Bahrajnu, pokazując swój gniew względem rządu. Chcemy wykorzystać ten dzień by pokazać, jak łamane są prawa człowieka w Bahrajnie i umożliwić światu zobaczenie tego, co się tu dzieje.

7 czerwca 2011, Związek Zespołów Formuły 1 poinformował, że jest przeciwny organizacji wyścigu o Grand Prix Bahrajnu w dniach 28-30 października, wnioskując również o przywrócenie Grand Prix Indii do pierwotnego terminu. Éric Boullier, szef Lotus Renault GP, przyznał, że sprawa dotycząca organizacji rundy w Bahrajnie zaszkodziła wizerunkowi Formuły 1. 10 czerwca, organizatorzy wyścigu o Grand Prix Bahrajnu poinformowali o wycofaniu się z przeprowadzenia wyścigu w sezonie 2011, skupiając się na powrocie do kalendarza w sezonie 2012. 